# Joo Won
Joo Won (hangul: 주원, hanja: 周元; nombre real: Moon Jun-won) es un actor y cantante surcoreano, más conocido por haber interpretado a Lee Kang-to en Bridal Mask, a Park Shi On en Good Doctor, a Cha Yoo-jin en Cantabile Tomorrow y a Kim Tae-hyun en Yong-pal.

## Biografía
Estudió en la Universidad Sungkyunkwan (en cine y televisión), mientras que en la Universidad Konkuk se graduó en comunicación.
Es amigo del actor Min Jin-Woong.
A mediados del 2016 comenzó a salir con la cantante y actriz surcoreana BoA, sin embargo en noviembre del 2017 se anunció que la pareja se había separado.
El 16 de mayo de 2017 comenzó su servicio militar obligatorio, el cual finalizó el 5 de febrero del 2019.

## Carrera
Es miembro de la agencia "Huayi Brothers" (화이브라더스코리아).
Ha aparecido en sesiones fotográficas para "GGIO2", "CeCi", entre otros...
También ha modelado para la marca "Mind Bridge" junto a Seolhyun.
El 9 de junio de 2010 se unió al elenco de la serie King of Baking, Kim Takgu donde interpretó a Gu Ma-jun, el medio hermano de Kim Tak-goo (Yoon Shi-yoon), hasta el final de la serie el 16 de septiembre del mismo año. El joven actor Shin Dong-woo interpretó a Ma-jin de pequeño.
En agosto del 2011 se unió al elenco principal de la serie Ojakgyo Family donde dio vida al detective Hwang Tae-hee, el hermanmo del playboy y modelo Hwang Tae-pil (Yeon Woo-jin), el reportero  Hwang Tae-beom (Ryu Soo-young) y el terapeuta físico Hwang Tae-sik (Jung Woong-in), hasta el final de la serie en febrero del 2012. 
En mayo del 2012 se unió al elenco de Bridal Mask donde dio interpretó a Lee Kang-to, un oficial de policía coreano y pro-japonés odiado por sus propios compatriotas, quienes lo etiquetan como un traidor en su tierra natal, que más tarde se convierte en el vigilante enmascarado conocido como "Gaksital" que lucha por la independencia de Corea, hasta el final de la serie en septiembre del mismo año.
El 23 de enero de 2013 se unió al elenco de la serie 7th Grade Civil Servant donde dio vida al agente Han Gil-ro / Han Pil-hoon, hasta el final de la serie en marzo del mismo año. En agosto del mismo año se unió al elenco de Buen doctor donde interpretó al doctor Park Shi On, un hombre con autismo y síndrome del sabio que debe luchar por demostrar sus capacidades tanto a pacientes como a sus compañeros, hasta el final de la serie en octubre del 2013.
El 13 de octubre de 2014 se unió al elenco de Naeil's Cantabile (también conocida como "Cantabile Tomorrow") donde dio vida a Cha Yoo-jin, hasta diciembre del mismo año. Papel interpretado por el actor Choi Kwon-soo de joven. Ese mismo año apareció por primera vez como invitado en el popular programa de variedades Running Man donde formó parte del equipo "Blue" junto a Yoo Jae-suk y Lee Kwang-soo durante el episodio no. 206.
En agosto del 2015 se unió al elenco principal de la serie Yong-pal donde interpretó al cirujano Kim Tae-hyun, que durante la noche adopta el nombre de "Yong-pal" y atiende a criminales y personas corruptos para poder pagar las cuentas médicas de su hermana, hasta el final de la serie en octubre del 2015.
En mayo del 2017 se unió al elenco principal de la serie My Sassy Girl donde dio vida al erudito Gyun-woo, hasta el final de la serie en julio del mismo año.
En 2018 se interpretó a Cheon Xi en el drama chino Love Express.
El 28 de agosto del 2020 se unió al elenco principal de la serie Alice donde interpretó al detective Park Jin-kyum, quien viaja en el tiempo para intentar salvar a su madre, hasta el final de la serie el 24 de octubre del mismo año.
En marzo de 2021 se anunció que se había unido a elenco de la película de Netflix, Carter donde dará vida a Carter, un agente secreto altamente calificado que se despierta y descubre que ha perdido todos sus recuerdos.

## Filmografía

### Series de televisión
| Año     | Título                                 | Personaje                  | Notas        | Ref.                 |
| ------- | -------------------------------------- | -------------------------- | ------------ | -------------------- |
| 2010    | King of Baking, Kim Takgu              | Gu Ma-jun / Seo Tae-jo     | 30 episodios |                      |
| 2011-12 | Ojakgyo Family                         | Det. Hwang Tae-hee         | -            |                      |
| 2012    | Bridal Mask                            | Lee Kang-to / Sato Hiroshi | 28 episodios |                      |
| 2013    | 7th Grade Civil Servant                | Han Gil-ro / Han Pil-hoon  | 20 episodios |                      |
| 2013    | Good Doctor                            | Dr. Park Shi-on            | 20 episodios |                      |
| 2014    | Naeil's Cantabile (Cantabile Tomorrow) | Cha Yoo-jin                | 16 episodios |                      |
| 2015    | Yong-pal                               | Dr. Kim Tae-hyun           | 18 episodios |                      |
| 2016    | Clocking Out                           | Seo Ki-woong               | Serie web    |                      |
| 2017    | My Sassy Girl                          | Gyun-woo                   | 32 episodios |                      |
| 2018    | Love Express                           | Cheon Xi                   |              |                      |
| 2020    | Alice                                  | Det. Park Jin-kyum         | 16 episodios |                      |
| 2023    | Stealer: The Treasure Keeper           | Hwang Dae-myung/Skunk      | 12 episodios | [ 27 ] [ 28 ] [ 29 ] |
| 2024    | The Midnight Studio                    | Seo Ki-joo                 | 16 episodios | [ 30 ] [ 31 ]        |

### Películas
| Año  | Título                               | Personaje        | Notas | Ref.                 |
| ---- | ------------------------------------ | ---------------- | --- | -------------------- |
| 2011 | S.I.U.                               | Kim Ho-ryong     | junto a Uhm Tae-woong, Jung Jin-young, Sung Dong-il, Lee Tae-im, Kim Jung-tae, Kim Young-jae y Lee Hee-joon |                      |
| 2012 | Don't Click                          | Joon-hyuk        | junto a Park Bo-young, Kang Byul, Lee Malg-eum, Kang Hae-in y Choi Ji-heon                                  |                      |
| 2012 | Niko 2 : Little Brother, Big Trouble | Niko (doblaje)   | - |                      |
| 2013 | Steal My Heart                       | Lee Ho-tae       | junto a Kim Ah-joong, Joo Jin-mo, Baek Do-bin, Bae Seong-woo y Cha Tae-hyun                                 |                      |
| 2014 | Fashion King                         | Woo Ki-myung     | junto a Sulli, Ahn Jae-hyun, Park Se-young, Kim Sung-oh y Lee Il-hwa                                        |                      |
| 2015 | Fatal Intuition                      | Jang-woo         | junto a Yoo Hae-jin, Lee Yoo-young, Ryu Hye-young, Lee Jun-hyeok y Kim Young-woong                          |                      |
| 2016 | Sweet Sixteen                        | Qu Wei Ran       | junto a Kris Wu, Han Geng, Lu Shan, Bao Bei'er y Zhang Yao                                                  |                      |
| 2021 | Carter                               | Carter           | junto a Lee Sung-jae y Jung Jae-young                                                                       | [ 32 ]               |
| 2024 | Firefighters                         | Choi Cheol-woong | junto a Kwak Do-won, Yoo Jae-myung, Lee Yoo-young, Oh Dae-hwan, Lee Joon-hyuk y Jang Young-nam              | [ 33 ] [ 34 ] [ 35 ] |

### Apariciones en programas
| Año     | Programa                       | Notas                   | Ref.   |
| ------- | ------------------------------ | ----------------------- | ------ |
| 2006    | Frees                          | Miembro                 |        |
| 2010-13 | 2 Days & 1 Night               | Ep. 233 - 317 - miembro |        |
| 2014    | Joo Won's Life Log             | 24 episodios            |        |
| 2014    | Running Man                    | Ep. 206 - invitado      |        |
| 2021    | Knowing Bros (Ask Us Anything) | Ep. 265 - invitado      | [ 36 ] |

### Videos musicales
| Año  | Artista / Grupo | Canción                    | Notas                        | Ref.   |
| ---- | --------------- | -------------------------- | ---------------------------- | ------ |
| 2010 | S.M. THE BALLAD | "Miss You"                 | Apareció en el video musical |        |
| 2012 | 2BiC            | "I Made Another Woman Cry" | Apareció en el video musical | [ 37 ] |

### Presentador
| Año  | Evento                    | Notas                              | Ref.   |
| ---- | ------------------------- | ---------------------------------- | ------ |
| 2011 | KBS Drama Awards          | -                                  |        |
| 2013 | 49th Baeksang Arts Awards | junto a Oh Sang-jin y Kim Ah-joong |        |
| 2015 | 51st Baeksang Arts Awards | -                                  |        |
| 2020 | 34th Golden Disc Awards   | presentador de categoría           | [ 38 ] |

### Narrador
| Año  | Programa                       | Notas       |
| ---- | ------------------------------ | ----------- |
| 2012 | Memories of civilization - Map | 4 episodios |

### Teatro
| Año     | Título            | Notas       |
| ------- | ----------------- | ----------- |
| 2007    | Altar Boyz        | Matthew     |
| 2008    | Singles           | -           |
| 2008    | Grease            | Doody       |
| 2009    | Sinsangnam        | Yeon Ha-nam |
| 2009    | Spring Awakening  | Melchior    |
| 2013-14 | Ghost the Musical | Sam Wheat   |

## Premios y nominaciones
| Año  | Premio                                       | Categoría                                                         | Trabajo                       | Resultado |
| ---- | -------------------------------------------- | ----------------------------------------------------------------- | ----------------------------- | --------- |
| 2020 | 7th APAN Star Award                          | Excellence Award, Actor in a Miniseries                           | Alice                         | Nominado  |
| 2020 | 28th SBS Drama Award                         | Producers’ Award                                                  | Alice                         | Ganó      |
| 2020 | 28th SBS Drama Award                         | Top Excellence Award, Actor in a Miniseries Fantasy/Romance Drama | Alice                         | Nominado  |
| 2020 | 28th SBS Drama Award                         | Grand Prize (Daesang)                                             | Alice                         | Nominado  |
| 2017 | SBS Drama Award                              | Top Excellence Award, Actor in a Monday–Tuesday Drama             | My Sassy Girl                 | Nominado  |
| 2016 | 52nd Baeksang Arts Award                     | Best Actor in TV                                                  | Yong-pal                      | Nominado  |
| 2015 | SBS Drama Award                              | Best Couple Award (junto a Kim Tae-hee)                           | Yong-pal                      | Ganaron   |
| 2015 | SBS Drama Award                              | Chinese Netizen Popularity Award                                  | Yong-pal                      | Ganó      |
| 2015 | SBS Drama Award                              | Top 10 Stars                                                      | Yong-pal                      | Ganó      |
| 2015 | SBS Drama Award                              | Top Excellence Award, Actor in a Miniseries                       | Yong-pal                      | Nominado  |
| 2015 | SBS Drama Award                              | Grand Prize (Daesang)                                             | Yong-pal                      | Ganó      |
| 2015 | 8th Korea Drama Award                        | Grand Prize (Daesang)                                             | Yong-pal                      | Nominado  |
| 2015 | 4th APAN Star Award                          | Top Excellence Award, Actor in a Miniseries                       | Yong-pal y Cantabile Tomorrow | Nominado  |
| 2015 | 2nd Asian Influence Awards Oriental Ceremony | Most Influential Asian Award                                      | -                             | Ganó      |
| 2014 | KBS Drama Award                              | Popularity Award, Actor                                           | Cantabile Tomorrow            | Ganó      |
| 2014 | KBS Drama Award                              | Excellence Award, Actor in a Miniseries                           | Cantabile Tomorrow            | Nominado  |
| 2014 | MBC Drama Award                              | Excellence Award, Actor in a Miniseries                           | 7th Grade Civil Servant       | Ganó      |
| 2014 | 9th Seoul International Drama Award          | People's Choice Award (Korea)                                     | Good Doctor                   | Nominado  |
| 2014 | 9th Seoul International Drama Award          | Outstanding Korean Actor                                          | Good Doctor                   | Nominado  |
| 2014 | 50th Baeksang Arts Award                     | Best Actor in TV                                                  | Good Doctor                   | Nominado  |
| 2014 | 26th Korea Producers & Directors (PD) Award  | Best Performer                                                    | Good Doctor                   | Ganó      |
| 2013 | KBS Drama Award                              | Best Couple Award (junto a Moon Chae-won)                         | Good Doctor                   | Ganaron   |
| 2013 | KBS Drama Award                              | Netizens' Award                                                   | Good Doctor                   | Ganó      |
| 2013 | KBS Drama Award                              | PD Award                                                          | Good Doctor                   | Ganó      |
| 2013 | KBS Drama Award                              | Excellence Award, Actor in a Mid-length Drama                     | Good Doctor                   | Nominado  |
| 2013 | KBS Drama Award                              | Top Excellence Award, Actor                                       | Good Doctor                   | Ganó      |
| 2013 | 2nd APAN Star Award                          | Top Excellence Award, Actor                                       | Good Doctor                   | Nominado  |
| 2013 | 6th Korea Drama Award                        | Top Excellence Award, Actor                                       | Good Doctor                   | Ganó      |
| 2012 | KBS Drama Award                              | Popularity Award                                                  | Bridal Mask                   | Ganó      |
| 2012 | KBS Drama Award                              | Excellence Award, Actor in a Serial Drama                         | Bridal Mask                   | Ganó      |
| 2012 | KBS Drama Award                              | Top Excellence Award, Actor                                       | Bridal Mask                   | Nominado  |
| 2012 | 1st K-Drama Star Award                       | Excellence Award, Actor                                           | Bridal Mask                   | Nominado  |
| 2012 | 6th Mnet 20's Choice Award                   | 20's Male Drama Star                                              | Bridal Mask                   | Nominado  |
| 2012 | 20th Korean Culture and Entertainment Award  | Top Excellence Award, Actor                                       | Bridal Mask                   | Nominado  |
| 2012 | KBS Entertainment Award                      | Best Newcomer in a Variety Show                                   | 2 Days & 1 Night              | Ganó      |
| 2012 | 21st Buil Film Award                         | Best New Actor                                                    | S.I.U.                        | Nominado  |
| 2012 | 48th Baeksang Arts Award                     | Best New Actor in Film                                            | S.I.U.                        | Nominado  |
| 2012 | 48th Baeksang Arts Award                     | Best New Actor in TV                                              | Ojakgyo Family                | Ganó      |
| 2011 | KBS Drama Award                              | Best New Actor                                                    | Ojakgyo Family                | Ganó      |
| 2011 | Asia Model Festival Award                    | Special Award - Best New Model                                    | -                             | Ganó      |
| 2010 | KBS Drama Award                              | Best New Actor                                                    | King of Baking, Kim Takgu     | Nominado  |
| 2010 | 4th The Musical Award                        | Best New Actor                                                    | Spring Awakening              | Nominado  |
| 2009 | 15th Korean Musical Award                    | Best New Actor                                                    | Spring Awakening              | Nominado  |